# La Foule illuminée
 (mars 2024).
La Foule illuminée est une sculpture réalisée  en 1985 par le sculpteur franco-britannique Raymond Mason.
L'œuvre d'art a été installée le 25 juin 1986 sur l’esplanade du 1981 McGill College à Montréal. 

## Description
L'œuvre représente 65 personnages situés sur quatre paliers, évoquant la dégradation de la race humaine et symbolisant la fragilité de l’espèce humaine. On y retrouve une foule de personnes de tous les âges, races, visages et conditions. Au fur et à mesure que la lumière se perd dans la foule, l'atmosphère se dégrade pour symboliser la fragilité de notre espèce. Elle a été réalisée en résine de polyester stratifiée avec traitement de polyuréthane.
L’œuvre est polychrome de manière à suggérer un éclairage de face – l’éclairage par un spectacle, par un incendie ou par un idéal – dont la forte lumière projetterait des ombres. 
La Foule illuminée, mesurant 3,14 mètres de haut, 8,60 mètres de long et 3,20 mètres de large, est située sur l'avenue McGill College.

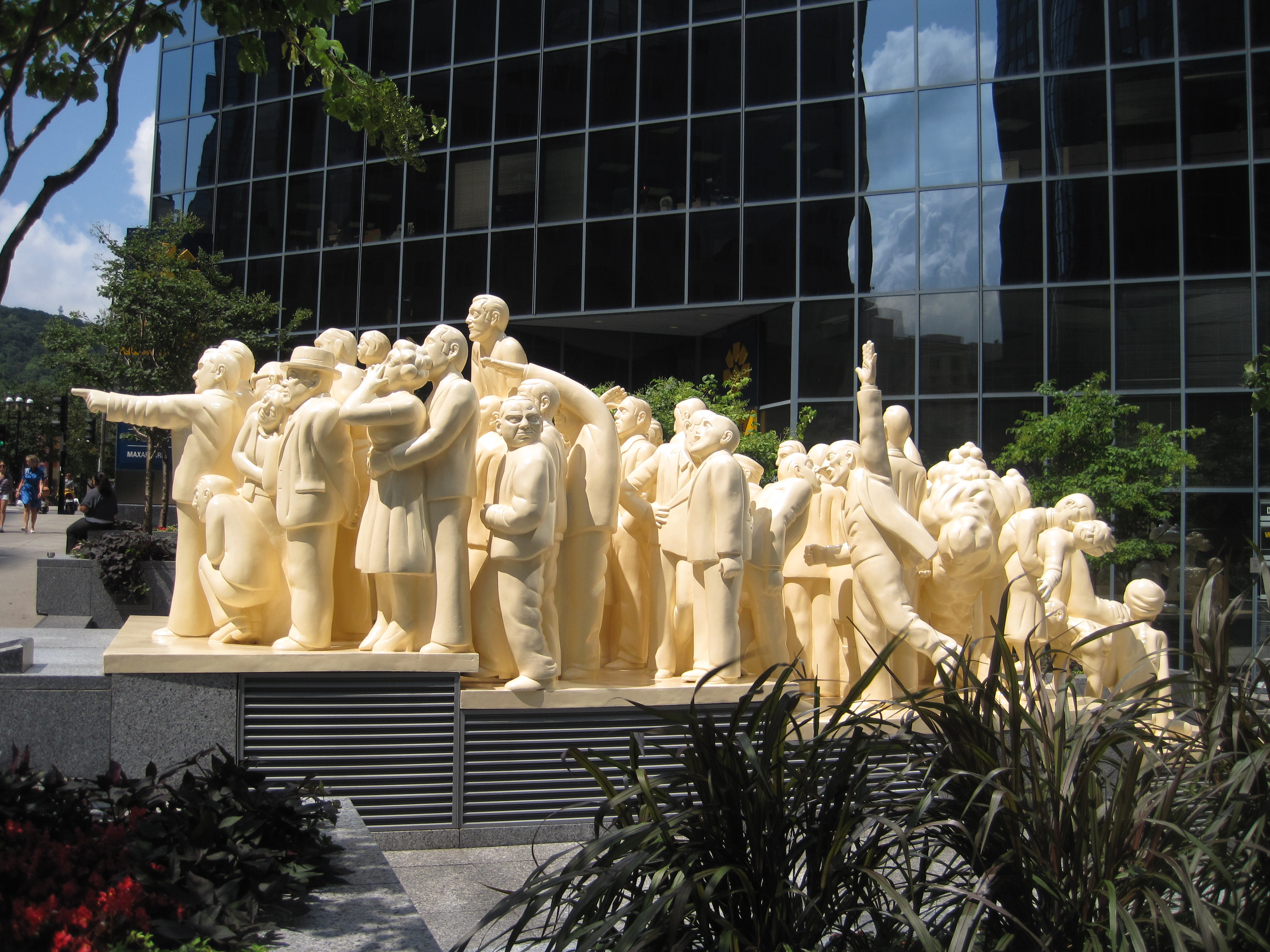
Vue du côté sud de l'œuvre
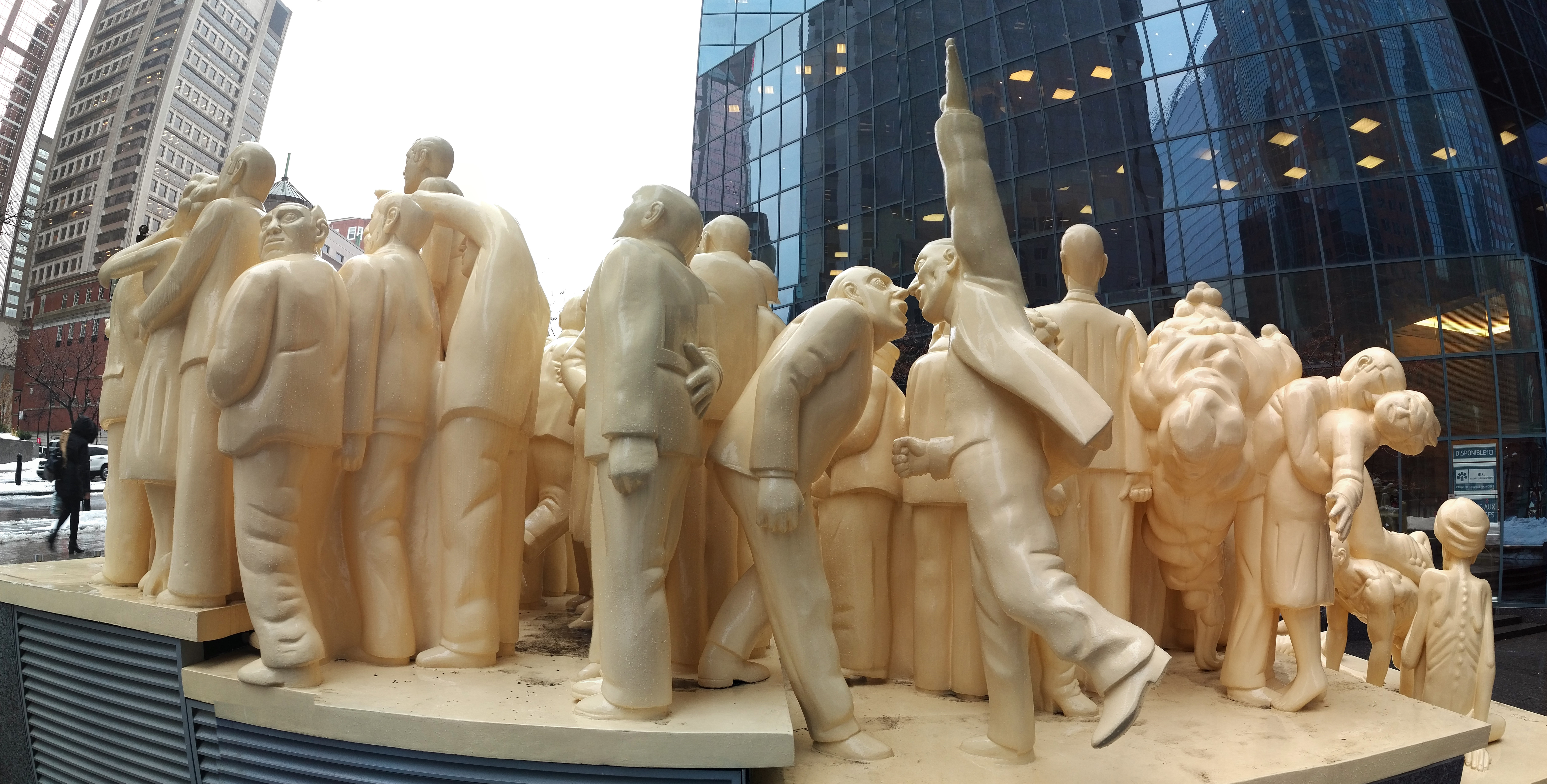
Autre vue du côté sud de l'œuvre
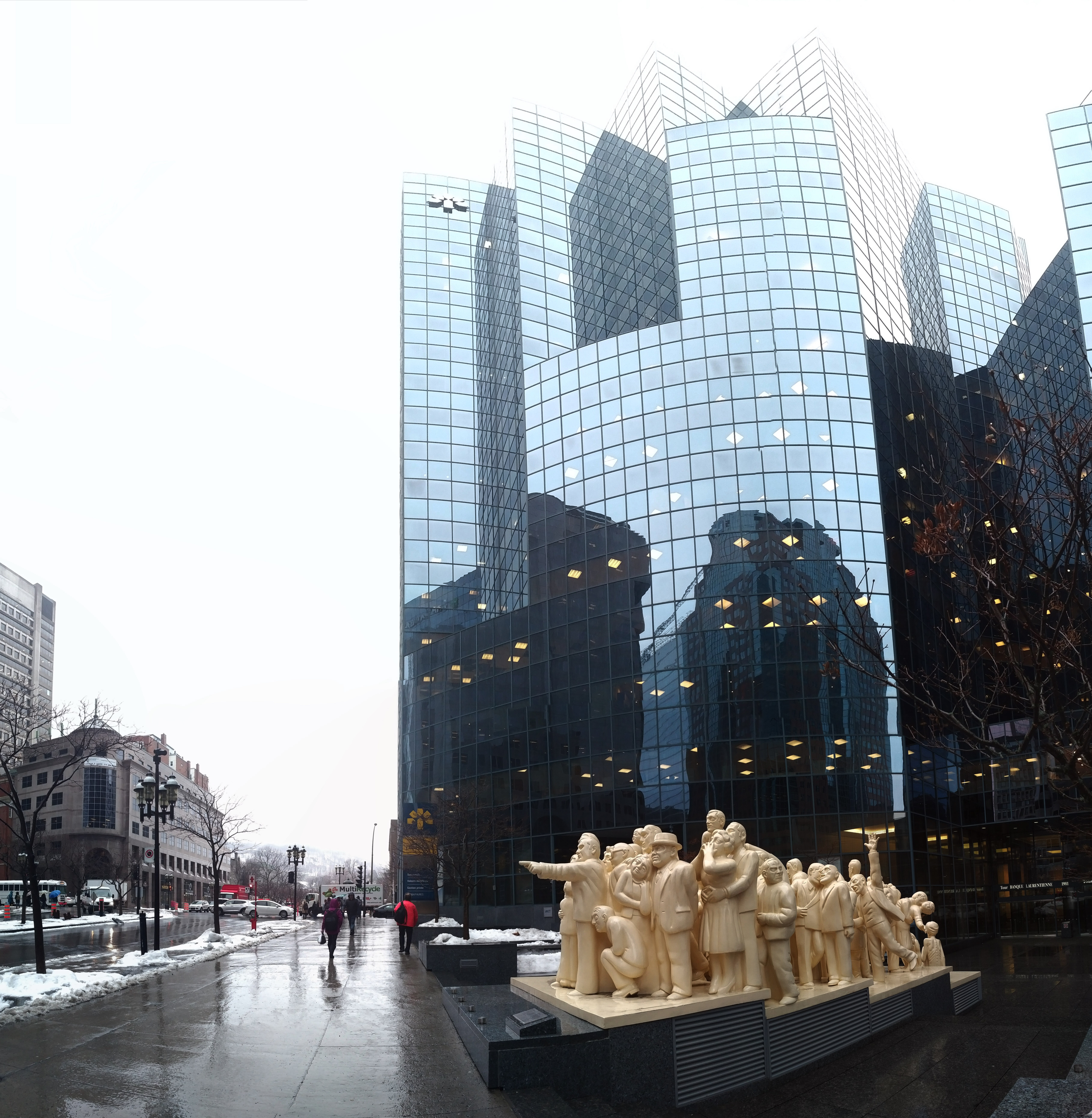
Vue du côté sud de l'œuvre sur la rue et les immeubles
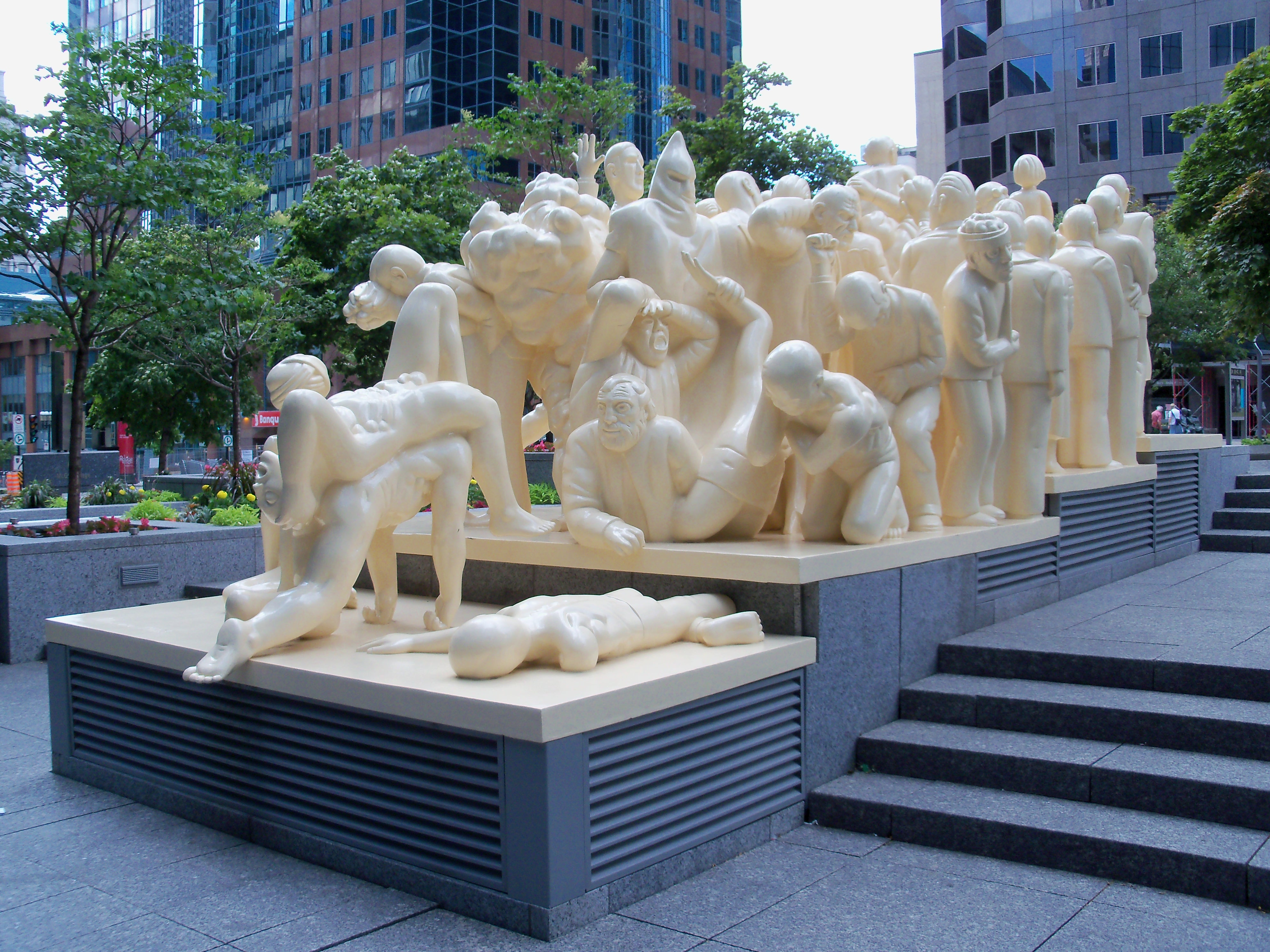
Vue arrière
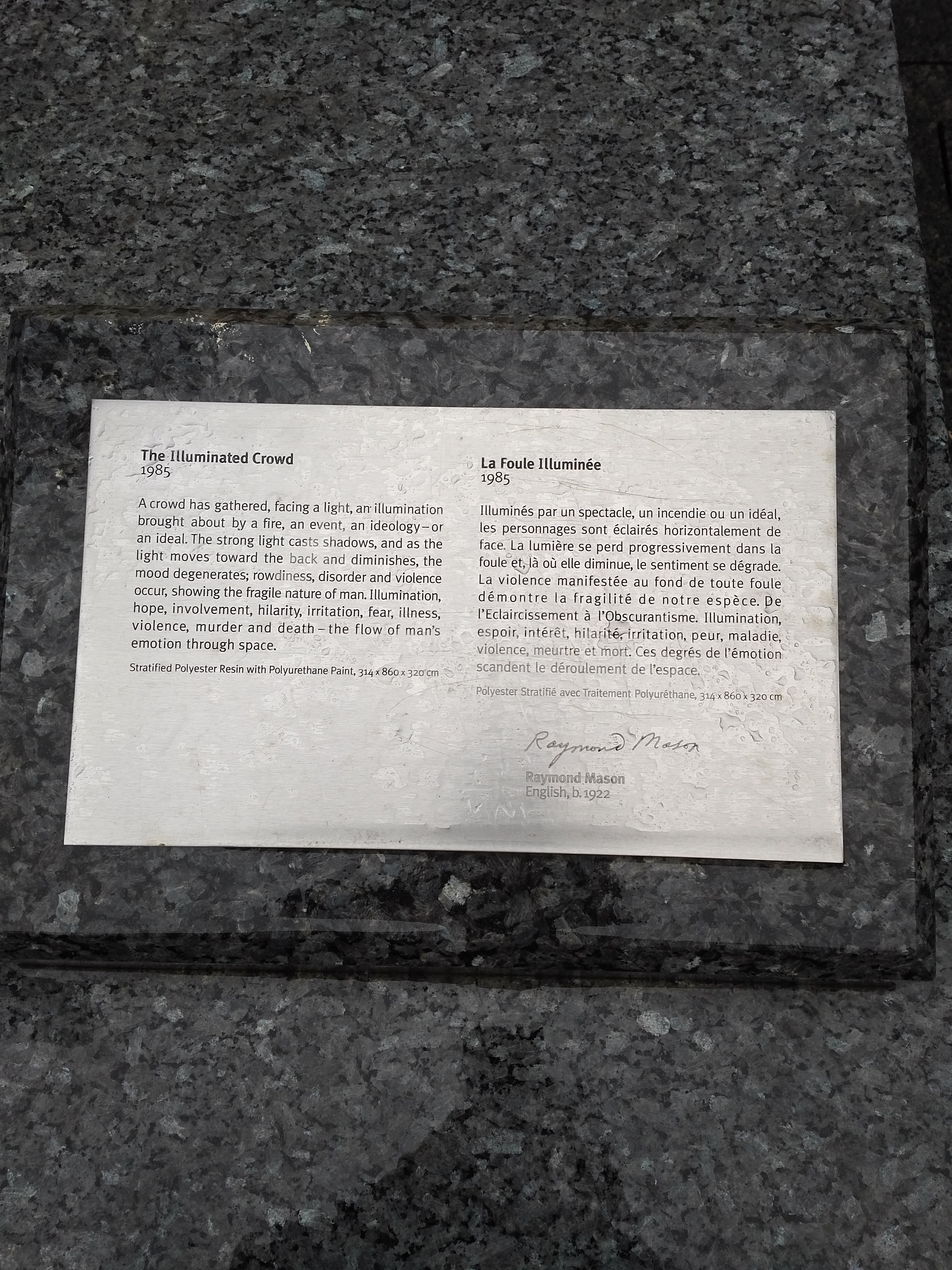
Plaque signalétique

## Sources
- Site web de la SITQ
- Site web GrandQuébec.com